# Fontanabran
Fontanabran är en bergstopp i Schweiz.   Den ligger i distriktet Saint-Maurice och kantonen Valais, i den sydvästra delen av landet, 100 km söder om huvudstaden Bern. Toppen på Fontanabran är 2 703 meter över havet, eller 222 meter över den omgivande terrängen. Bredden vid basen är 2,8 km.
Terrängen runt Fontanabran är huvudsakligen bergig, men den allra närmaste omgivningen är kuperad. Närmaste större samhälle är Martigny, 10,3 km öster om Fontanabran. 
Trakten runt Fontanabran består i huvudsak av gräsmarker. Runt Fontanabran är det glesbefolkat, med 13 invånare per kvadratkilometer.